# Juan Manuel Gálvez International Airport
Juan Manuel Gálvez International Airport är en flygplats i Honduras.   Den ligger i kommunen Roatán och departementet Departamento de Islas de la Bahía, i den norra delen av landet, 260 km norr om huvudstaden Tegucigalpa. Juan Manuel Gálvez International Airport ligger 5 meter över havet. Den ligger på ön Isla de Roatán.
Terrängen runt Juan Manuel Gálvez International Airport är platt. Havet är nära Juan Manuel Gálvez International Airport söderut.  Närmaste större samhälle är Coxen Hole, 1,6 km väster om Juan Manuel Gálvez International Airport. 